# Thomas Caverhill Jerdon
Thomas Caverhill Jerdon (ur. 12 października 1811 w Durham, zm. 12 czerwca 1872 w Upper Norwood) – angielski lekarz, zoolog i botanik, jeden z pionierów indyjskiej ornitologii.

## Ważniejsze dzieła
- 1863 The Birds of India. Tom I
- 1864 The Birds of India. Tom II, część I
- 1864 The Birds of India. Tom III
- 1874 The mammals of India: natural history